# Uallach ingen Muinecháin
Uallach ingen Muinecháin, décédée vers 934, est une poétesse irlandaise reconnue et Chef Ollamh d'Irlande (en) de 931 à 934. Elle est originaire de la Péninsule de Dingle dans le comté de Kerry.
Sa nécrologie apparait dans les Annales d'Innisfallen, chroniques historiques de l'Irlande médiévale rédigées entre les XIIe et XVe siècles par les moines de l’Abbaye d’Inisfallen. Elle est décrite comme banfile Érenn, « poétesse d'Irlande ». Les poétesses sont pour la grande majorité absentes des sources gaéliques et son œuvre n'a pas survécu.
Uallach ingen Muinecháin figure sur l’œuvre de Judy Chicago, The Dinner Party (1979), sous le nom de Lady Uallach. Elle fait partie des 999 femmes mythiques et historiques mentionnée dans l'installation.